# Януш, Милорад
Милорад Януш (серб. Милорад Јањус; род. 15 июля 1982 года; Нови-Сад, Югославия) — сербский футболист, нападающий. В настоящее время является игроком сербского клуба «Пролетер».

## Карьера
Является воспитанником футбольного клуба «Црвенка». Свою профессиональную карьеру начал в 2003 году в составе этого клуба. За «Нови-Сад» он выступал два сезона и за это время сыграл в 41 матче и забил 12 голов. В течение 2008 года был игроком в качестве аренды в клубе «Златибор Вода». В 2009 году «Златибор Вода» купил трансфер Милорада Януша и он стал полноценным членом команды. В начале 2010 года он был отдан в качестве аренды узбекскому клубу «Пахтакор» из Ташкента но в этом клубе он сыграл лишь в 6 матчах и забил 3 гола. В середине того же года он перешёл в иранский «Сепахан» и выступал за этот клуб до середины 2012 года. За это время он сыграл в 36 матчах и забил 11 голов. Летом 2012 года он перешёл в ещё один иранский клуб «Шардари» из Тебриза и выступал за него пол сезона. Сезон 2013 и 2014 года провёл во вьетнамском «Дананге» и малайзийском «Сараваке» соответственно. С 2015 года является игроком сербского клуба «Пролетер».